# Герман Дільс
Герман Александер Дільс (нім. Hermann Alexander Diels; 18 травня 1848, Бібріх, нині в складі Вісбадена — 4 червня 1922, Берлін) — відомий німецький філолог-класик, історик античності.
Професор Берлінського університету, його ректор в 1905—1906 роках. Дійсний член Берлінської Академії наук (1881). Іноземний член-кореспондент РАН (07.12.1896)

## Життєпис
Народився в протестантській сім'ї. Його батько був шкільним учителем, потім — начальником вокзалу у Вісбадені. Герман отримав загальну освіту в гімназії для вчителів. У квітні 1867 року вступив в Берлінський університет, але на наступний рік перевівся в університет Бонна. Там Дільс навчався у філолога Г. Узенера. У 1870 році захистив докторську дисертацію про античного лікаря Галена («De Galeni historia philosopha»). 17 липня 1873 Дільс одружився з Бертою Дюбель (1847—1919). У них було троє синів, які теж пішли науковим шляхом: ботанік Людвіг Дільс, лауреат Нобелівської премії з хімії Отто Дільс і славіст Пауль Дільс.